# Szögliget
Szögliget is een plaats (község) en gemeente in het Hongaarse comitaat Borsod-Abaúj-Zemplén. Szögliget telt 758 inwoners (2001).